# Apeltes quadracus
Apeltes quadracus är en fiskart som först beskrevs av Mitchill, 1815.  Apeltes quadracus ingår i släktet Apeltes och familjen spiggfiskar. IUCN kategoriserar arten globalt som livskraftig. Inga underarter finns listade i Catalogue of Life.